# Vienne (rivière autrichienne)
Ne doit pas être confondue avec la Vienne (rivière française).
Pour les articles homonymes, voir Vienne.
La Vienne (Wienfluss en allemand) est une petite rivière d'Autriche longue de 34 km qui se jette dans le Danube à Vienne.

## Géographie
Plus précisément, la Vienne se jette dans le canal du Danube (Donaukanal) sur sa rive droite, qui lui-même borde par la droite (au sud) le Danube dans sa partie urbaine à Vienne. La rivière est canalisée dans sa partie urbaine, et elle n'occupe souvent qu'une petite partie du canal, laissant de la place aux cyclistes et aux piétons à ses côtés. Cependant, par temps de pluie ou au printemps, le niveau peut monter assez rapidement.

### Autour de la rivière

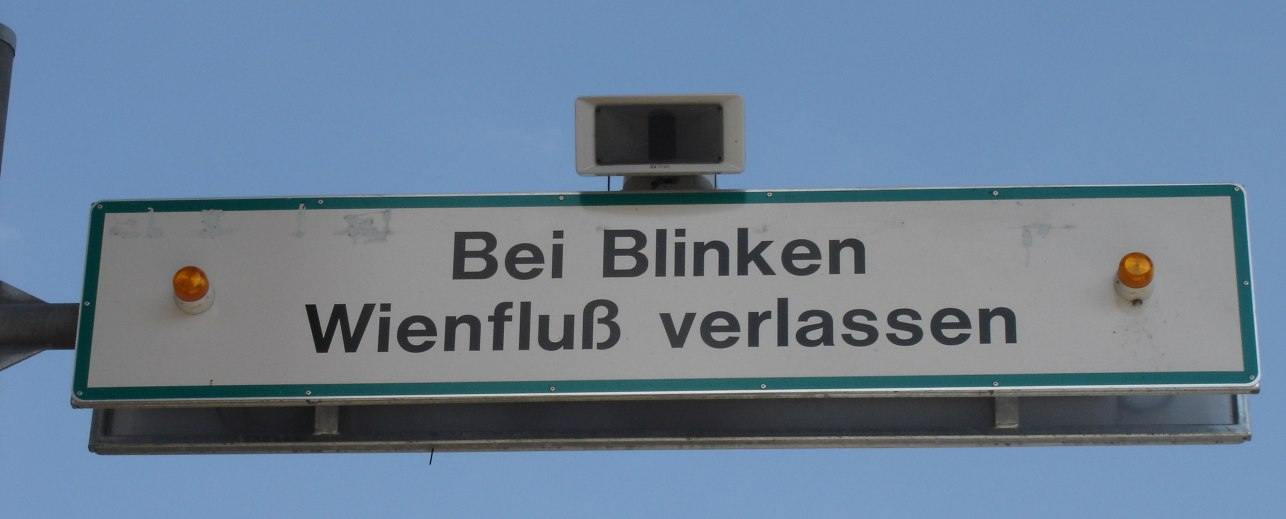
Panneau indiquant de quitter le lit de la rivière lorsque le feu est clignotant.

C'est le long de son lit que la première ligne du métro de Vienne fut construite. Aujourd'hui, il s'agit de la ligne U4, qui longe la rivière de Hütteldorf jusqu'à Wien Mitte.
Le Theater an der Wien tient aussi son nom de la Vienne, sur les quais de laquelle il avait été construit. La rivière n'y est cependant plus visible de nos jours, passant à cet endroit dans un canal couvert.
La rivière passe également devant le stade Gerhard-Hanappi à Hütteldorf, devant le château de Schönbrunn, ainsi que devant le Naschmarkt et l'Urania.